# General Slocum

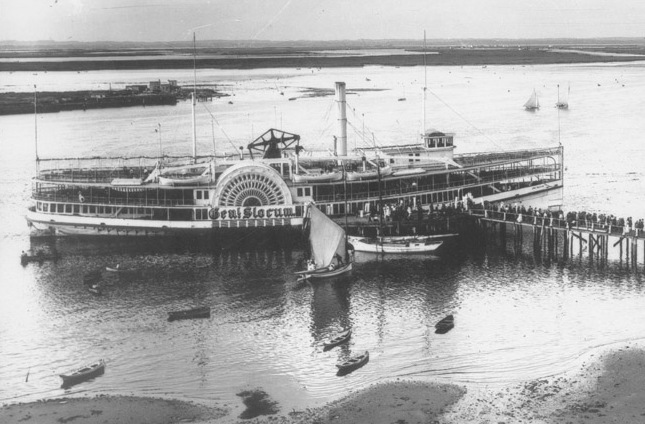
Le General Slocum.

Le General Slocum est un bateau à vapeur à roues à aubes américain. Lancé en 1891, il est utilisé pour le transport de passagers dans la rade de New York par la Knickerbocker Line. Construit principalement en bois et équipé d'une machine monocylindre à balancier, il pouvait transporter jusqu'à 2500 passagers.
Le 15 juin 1904, lors d'une excursion organisée par une communauté religieuse protestante d'origine germanique, un incendie se déclara à bord alors que le navire naviguait sur l'East River. Le feu, exacerbé par la structure en bois et les équipements de sécurité défectueux, se propagea rapidement, causant la mort de plus de 1000 personnes, principalement des femmes et des enfants issues de la communauté germano-américaine.
Le capitaine William Van Shaick fut condamné à 10 ans de prison pour négligence, tandis que la compagnie Knickerbocker échappa à des sanctions sévères. Cette catastrophe, l'une des pires de l'histoire de New York, n'a pas été aussi médiatisée que celle du Titanic survenue huit ans plus tard.
L'épave du General Slocum fut finalement démantelée en 1911.

## Description du bateau
Le General Slocum était un bateau à vapeur à roues à aubes américain lancé en 1891. Il portait le nom d'un officier de l'Union pendant la guerre de Sécession et membre new-yorkais du Congrès américain Henry Warner Slocum. Son armateur était la Knickerbocker line qui l'exploitait avec  un sistership, nommé The Grand Republic pour le trafic passagers dans la rade de New York. Construit quasiment entièrement en bois (à part des raidisseurs métalliques centraux se présentant comme des arcs-boutants), il comportait deux ponts couverts complets plus un pont supérieur ouvert dit Hurricane deck et deux grands salons intérieurs.
Long de 80 mètres, jaugeant 1300 tonnes, il était équipé d'une machine relativement primitive (monocylindre à balancier)  pour l'époque  de son lancement (Juin 1891) mais puissante et bien adaptée  par sa rotation lente à la propulsion par roues à aubes, qui lui conférait une vitesse plutôt enviable de 16 nœuds.
Il était certifié pour un maximum de 2500 passagers suivant les règles de l'époque.
Initialement navire amiral de l'armement Knickerbrocker, sa carrière initiale fut émaillée d'incidents (échouages involontaires), il ne tarda pas à être supplanté par des navires plus prestigieux, mais resta très profitable pour son armateur qui l'affrétait pour des excursions à la journée à bas prix auprès de communautés, paroisses et groupes de vacanciers.
L'armement Knickerbrocker, cependant, faisait le minimum d'efforts d'investissements et de maintenance sur le navire, en particulier au niveau des équipements de sécurité : Les gilets de sauvetage avaient leur toile pourrie et leur rembourrage de liège qui tombait en poussière (on cite les cas atroces de familles équipant leurs enfants en bas âge de ces gilets et les jetant à l'eau ...pour les voir immédiatement couler comme des pierres). Les canots de sauvetage étaient fermement arrimés sur leurs berceaux avec des cordages raidis par la peinture, les manches à incendie en toile étaient pourris...et le capitaine William Van Shaick ne faisait procéder à aucun exercice de lutte anti-incendie.

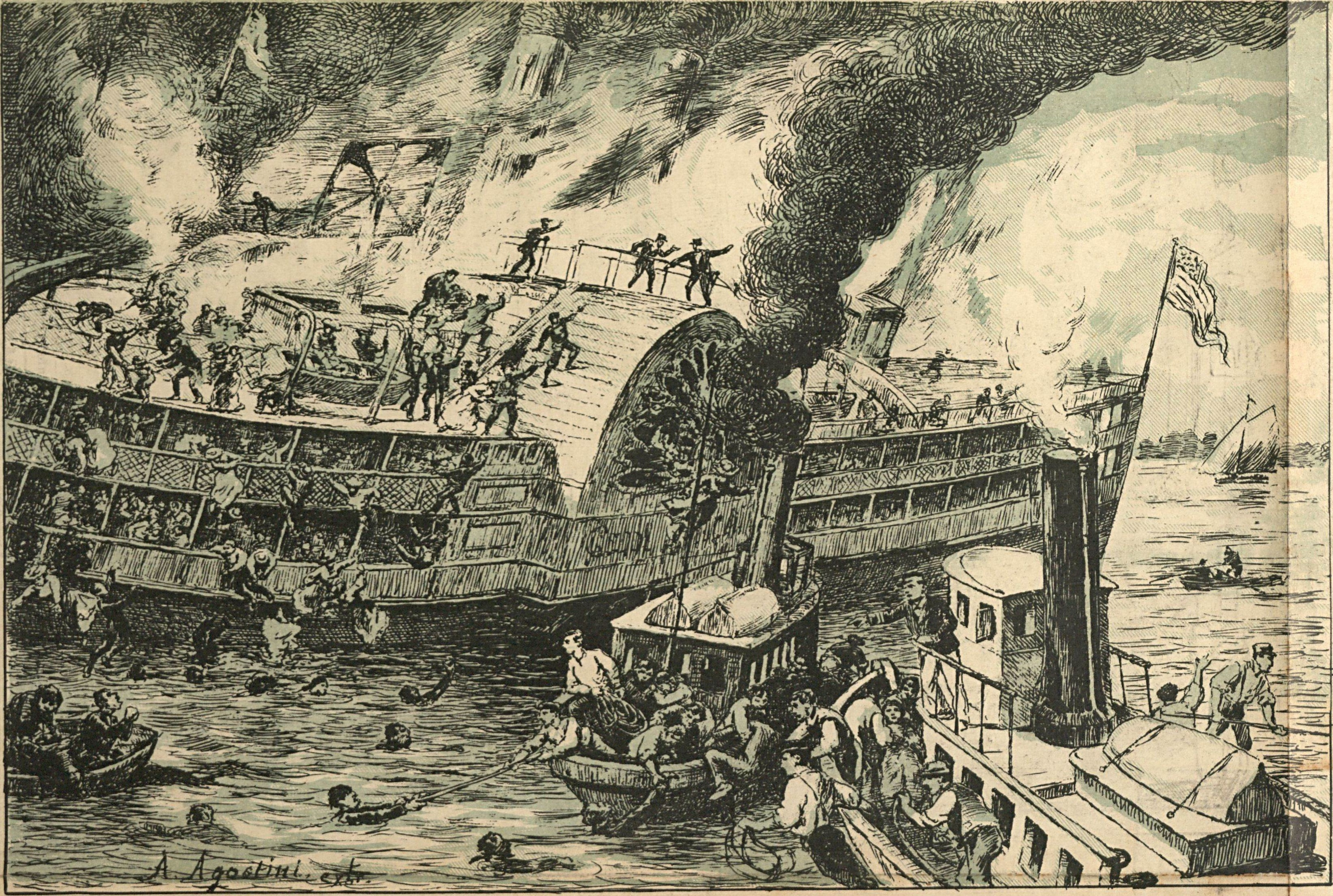
La catastrophe.

## Incendie du 15 juin 1904
Le navire prit feu et brûla jusqu'à sa ligne de flottaison sur l'East River  à New York le 15 juin 1904. Il avait été affrété par une communauté religieuse protestante d'origine germanique (église évangélique de Saint-Mark) pour une excursion diurne sur l' East River et le détroit de Long Island avec une pause prévue pour un pique-nique sur le site de Locust Grove.
Il avait appareillé depuis moins d'une demi-heure lorsque le feu se déclara dans le local de la lampisterie, vers l'avant et au niveau inférieur du pont, le pire endroit possible car le vent relatif de la vitesse, allié à la structure en bois saturée de goudron et d'huile par endroits, des trois étages de pont eurent tôt fait de mettre le navire en flammes, de l'étrave à l'étambot. Avec les équipements de sécurité dans l'état pitoyable décrit plus haut et la mauvaise décision du Capitaine de continuer sa route pendant plusieurs minutes au lieu de tenter de s'échouer sur l'île Randall, le feu provoqua l'effondrement des trois étages de superstructures dévorées par l'incendie, piégeant les passagers paniqués dans un véritable enfer de flammes.

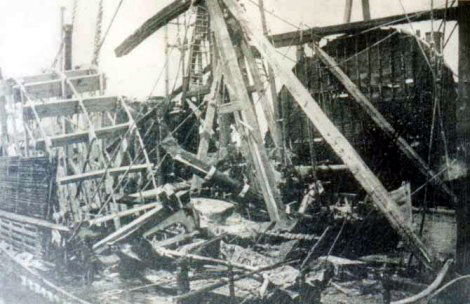
Épave du General Slocum.

Plus de 1000 personnes périrent dans l'accident, ce qui en fait la plus grande catastrophe qu'ait connue New York avant les attentats du 11 septembre 2001.
La plupart des victimes étaient des femmes et des enfants originaires du quartier new-yorkais de Little Germany. Le navire, qui n'était pas équipé de canots de sauvetage, avait été affrété par l'église luthérienne St. Mark's pour son excursion annuelle.
Presque aussi meurtrier que le naufrage du Titanic survenu 8 ans plus tard, l'atroce incendie du General Slocum fut loin d'être aussi médiatisé.
Beaucoup plus tard un survivant déclarait : «À bord du Titanic il y avait des gens riches et célèbres alors que sur le Slocum, il n'y avait que de petites gens partis faire un pique-nique»
Au cours des procès qui s'ensuivirent le capitaine Van Shaick fut quasiment le seul bouc émissaire : condamné à 10 ans de prison, sa grâce fut refusée par le Président Theodore Roosevelt (Elle ne fut accordée qu'en 1912 par le président Willam Taft  alors qu'il avait presque 80 ans. La compagnie Knickerbocker et ses dirigeants n'écopèrent que d'une amende relativement minime et ne furent pas autrement inquiétés. Plusieurs années après le drame la presse new-yorkaise continuait à dénoncer le laxisme des inspections de sécurité des vapeurs de transport de la rade de New-York. La communauté Germano américaine de St Marks fut littéralement décimée, changeant la sociologie du quartier (son église fut plus tard convertie en synagogue).
L'épave du navire, rasée au niveau du pont inférieur fut renflouée et convertie en une barge de travaux publics et finalement démantelée en 1911.